# Otto Gussmann

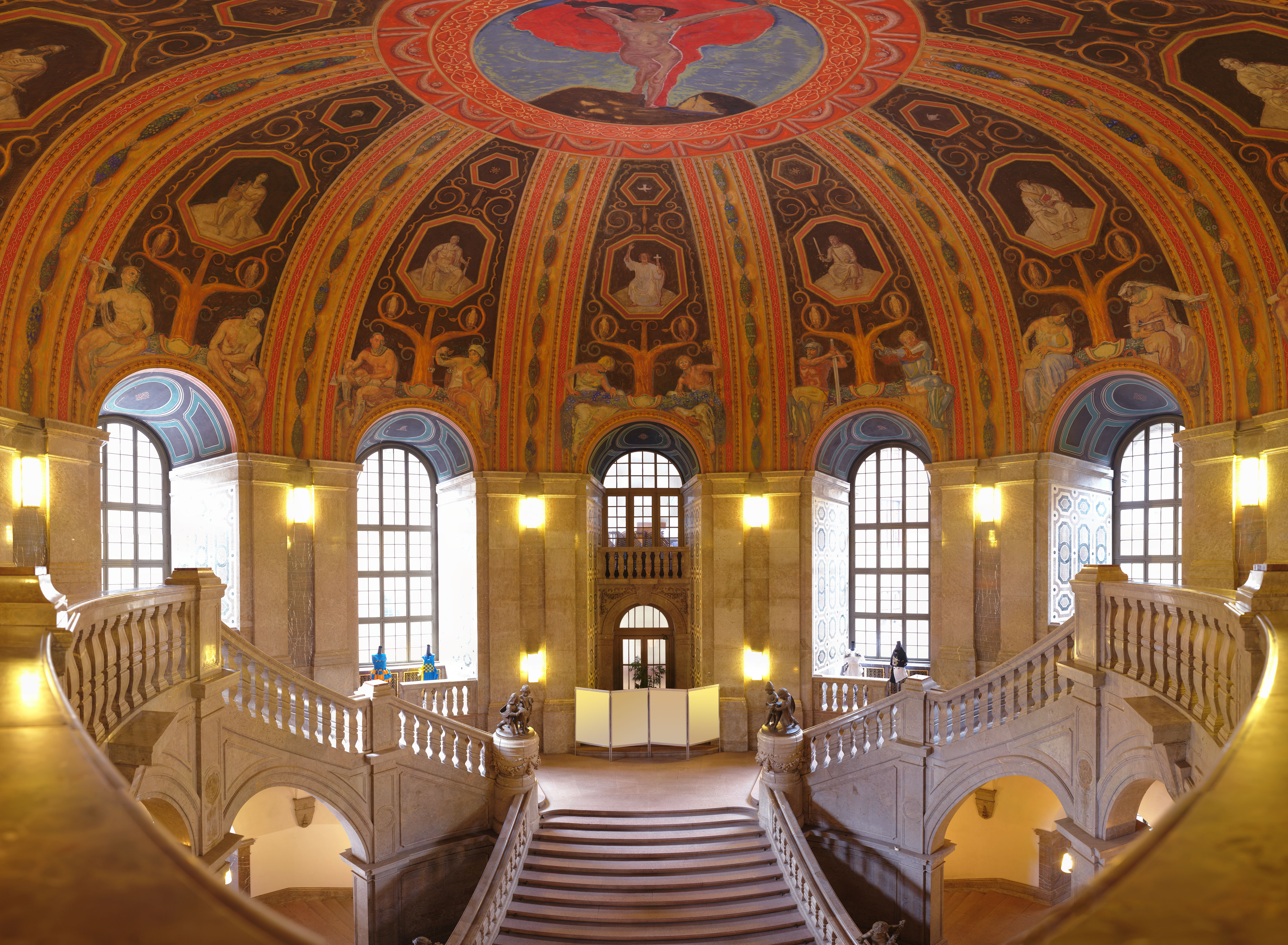
Trapphus i nya rådhuset i Dresden.

Otto Gussmann, född 27 maj 1869, död 27 juli 1926, var en tysk konstnär.
Gussmanns konst var en ytkonst, och hans sökte ofta i sin monumentalkonst ett intimt samband mellan sina konstverk och byggnadens arkitektur. Verklig monumentalstil uppnådde han genom en strängt genomförd förenkling och sammansmältning av färg och linjer. Bland hans verk märks målningar i Lukaskyrkan och rådhuset i Dresden.